# Collines brûlantes
Pour plus de détails, voir Fiche technique et Distribution.
Collines brûlantes (titre original : The Burning Hills) est un film américain de Stuart Heisler, sorti en 1956.

## Synopsis
Trace Jordan se rend dans la cité d'Esperanza afin de retrouver le chef des tueurs responsables de l'assassinat de son frère. Il s'agit d'un riche propriétaire, Joe Sutton, qui chasse de sa région les éleveurs qui veulent s'y installer. Au cours d'une explication, Jordan, en état de légitime défense, blesse grièvement celui-ci. Il est alors traqué par le fils de Sutton et sa bande...

## Fiche technique
- Titre : Collines brûlantes
- Titre original : The Burning Hills
- Réalisation : Stuart Heisler
- Scénario : Irving Wallace d'après le roman de Louis L'Amour
- Photographie : Ted McCord
- Montage : Clarence Kolster
- Musique : David Buttolph
- Décors : Frank M. Miller
- Costumes : Marjorie Best
- Producteur : Richard Whorf
- Société de production : Warner Bros.
- Société de distribution : Warner Bros. Pictures
- Pays de production :   États-Unis
- Langue de tournage : Anglais américain
- Tournage : à partir du 10 février 1956
- Format : Couleur (Technicolor) — 35 mm — 2,35:1 (CinemaScope) — Son : Mono (RCA Sound Recording)
- Métrage : 2 365 mètres
- Genre : Film dramatique, Film romantique, Western
- Durée : 94 minutes (1 h 34)
- Dates de sortie : 
  - États-Unis : 23 août 1956 (New York) | septembre 1956 (sortie nationale)
  - Royaume-Uni : 11 novembre 1956
  - France : 11 janvier 1957

## Distribution
- Tab Hunter (VF : Roland Ménard) : Trace Jordan
- Natalie Wood (VF : Jeanine Freson) : Maria Colon
- Skip Homeier (VF : René Arrieu) : Jack Sutton
- Eduard Franz (VF : Jacques Berlioz) : Jacob Lantz
- Earl Holliman (VF : Marc Cassot) : Mort Bayliss
- Claude Akins (VF : Jean Clarieux) : Ben Hindeman
- Ray Teal (VF : Robert Dalban) : Joe Sutton
- Frank Puglia (VF : Pierre Leproux) : Tio Perico
- Hal Baylor (VF : Bernard Noël) : Braun
- Rayford Barnes (VF : Patrick Roussel) : Veach
- Amapola Del Vando (VF : Jacqueline Ferrière) : la femme de la ville
- Tony Terry (VF : Claude D'Yd) : Vincente Colton
- John Doucette (VF : René Blancard) : le barman
- Tyler MacDuff (en) (VF : Michel François) : Wes Parker dit « le boiteux »

## À noter
- Louis L'Amour a écrit son roman en pensant à Gary Cooper et Katy Jurado[1]. Celle-ci a cherché à acheter les droits du roman[2].
- Selon l'autobiographie de Tab Hunter, les producteurs étaient tellement mécontents de l'accent « mexicain » de Natalie Wood qu'ils ont envisagé de la doubler avec la voix d'une autre actrice.